# Judo-Weltmeisterschaften 2022
Die 35. Judo-Weltmeisterschaften wurden vom 6. bis 13. Oktober 2022 in Taschkent, Usbekistan ausgetragen.
An den ersten sieben Tagen fand für Frauen und Männer jeweils ein Turnier in einer Gewichtsklasse statt. Am letzten Tag war der Mixed-Team-Wettbewerb angesetzt. Insgesamt nahmen 571 Judoka aus 82 Ländern an den Einzel-Weltmeisterschaften teil. Für den Mannschaftswettbewerb waren 178 Judoka gemeldet, die aber nicht alle eingesetzt wurden. Die meisten Teilnehmerinnen und Teilnehmer am Mannschaftswettbewerb waren auch im Einzel gestartet.
Wegen des Kriegs in der Ukraine waren Russland und Belarus von der Teilnahme ausgeschlossen.
Die Japanerin Natsumi Tsunoda und die Kroatin Barbara Matić konnten ihren Titel aus dem Vorjahr verteidigen, ebenso die japanische Mannschaft.

## Ergebnisse

### Männer
| Gewichtsklasse | Gold                        | Silber                | Bronze              |
| -------------- | --------------------------- | --------------------- | ------------------- |
| - 60 kg        | Naohisa Takato              | Enchtaiwany Ariunbold | Yang Yung-wei       |
| - 60 kg        | Naohisa Takato              | Enchtaiwany Ariunbold | Jeldos Smetow       |
| - 66 kg        | Hifumi Abe                  | Joshiro Maruyama      | Denis Vieru         |
| - 66 kg        | Hifumi Abe                  | Joshiro Maruyama      | An Ba-ul            |
| - 73 kg        | Tsend-Otschiryn Tsogtbaatar | Soichi Hashimoto      | Hidayət Heydərov    |
| - 73 kg        | Tsend-Otschiryn Tsogtbaatar | Soichi Hashimoto      | Daniel Cargnin      |
| - 81 kg        | Tato Grigalaschwili         | Matthias Casse        | Takanori Nagase     |
| - 81 kg        | Tato Grigalaschwili         | Matthias Casse        | Shamil Borchashvili |
| - 90 kg        | Davlat Bobonov              | Christian Parlati     | Luka Maisuradse     |
| - 90 kg        | Davlat Bobonov              | Christian Parlati     | Lascha Bekauri      |
| - 100 kg       | Muzaffarbek Turoboyev       | Kyle Reyes            | Zelym Kotsoiev      |
| - 100 kg       | Muzaffarbek Turoboyev       | Kyle Reyes            | Michael Korrel      |
| + 100 kg       | Andy Granda                 | Tatsuru Saitō         | Guram Tuschischwili |
| + 100 kg       | Andy Granda                 | Tatsuru Saitō         | Kim Min-jong        |

### Frauen
| Gewichtsklasse | Gold            | Silber                      | Bronze                      |
| -------------- | --------------- | --------------------------- | --------------------------- |
| - 48 kg        | Natsumi Tsunoda | Katharina Menz              | Abiba Abuschakynowa         |
| - 48 kg        | Natsumi Tsunoda | Katharina Menz              | Assunta Scutto              |
| - 52 kg        | Uta Abe         | Chelsie Giles               | Distria Krasniqi            |
| - 52 kg        | Uta Abe         | Chelsie Giles               | Amandine Buchard            |
| - 57 kg        | Rafaela Silva   | Haruka Funakubo             | Lchagwatogoogiin Enchriilen |
| - 57 kg        | Rafaela Silva   | Haruka Funakubo             | Jessica Klimkait            |
| - 63 kg        | Megumi Horikawa | Catherine Beauchemin-Pinard | Barbara Timo                |
| - 63 kg        | Megumi Horikawa | Catherine Beauchemin-Pinard | Manon Deketer               |
| - 70 kg        | Barbara Matić   | Lara Cvjetko                | Saki Niizoe                 |
| - 70 kg        | Barbara Matić   | Lara Cvjetko                | Sanne van Dijke             |
| - 78 kg        | Mayra Aguiar    | Ma Zhenzhao                 | Jelysaweta Lytwynenko       |
| - 78 kg        | Mayra Aguiar    | Ma Zhenzhao                 | Beata Pacut                 |
| + 78 kg        | Romane Dicko    | Beatriz Souza               | Wakaba Tomita               |
| + 78 kg        | Romane Dicko    | Beatriz Souza               | Julia Tolofua               |

### Teamwettbewerb Mixed
| Gewichtsklasse | Gold  | Silber     | Bronze      |
| -------------- | ----- | ---------- | ----------- |
| Mannschaft     | Japan | Frankreich | Deutschland |
| Mannschaft     | Japan | Frankreich | Israel      |

## Medaillenspiegel
| Rang      | Land                   | Gold | Silber | Bronze | Gesamt |
| --------- | ---------------------- | ---- | ------ | ------ | ------ |
| 1         | Japan                  | 6    | 4      | 3      | 13     |
| 2         | Brasilien              | 2    | 1      | 1      | 4      |
| 3         | Usbekistan             | 2    | 0      | 0      | 2      |
| 4         | Frankreich             | 1    | 1      | 3      | 5      |
| 5         | Mongolei               | 1    | 1      | 1      | 3      |
| 6         | Kroatien               | 1    | 1      | 0      | 2      |
| 7         | Georgien               | 1    | 0      | 3      | 4      |
| 8         | Kuba                   | 1    | 0      | 0      | 1      |
| 9         | Kanada                 | 0    | 2      | 1      | 3      |
| 10        | Deutschland            | 0    | 1      | 1      | 2      |
| 10        | Italien                | 0    | 1      | 1      | 2      |
| 12        | Belgien                | 0    | 1      | 0      | 1      |
| 12        | Volksrepublik China    | 0    | 1      | 0      | 1      |
| 12        | Vereinigtes Königreich | 0    | 1      | 0      | 1      |
| 15        | Aserbaidschan          | 0    | 0      | 2      | 2      |
| 15        | Kasachstan             | 0    | 0      | 2      | 2      |
| 15        | Niederlande            | 0    | 0      | 2      | 2      |
| 15        | Südkorea               | 0    | 0      | 2      | 2      |
| 19        | Israel                 | 0    | 0      | 1      | 1      |
| 19        | Kosovo                 | 0    | 0      | 1      | 1      |
| 19        | Moldau                 | 0    | 0      | 1      | 1      |
| 19        | Österreich             | 0    | 0      | 1      | 1      |
| 19        | Polen                  | 0    | 0      | 1      | 1      |
| 19        | Portugal               | 0    | 0      | 1      | 1      |
| 19        | Taiwan                 | 0    | 0      | 1      | 1      |
| 19        | Ukraine                | 0    | 0      | 1      | 1      |
| Insgesamt | Insgesamt              | 15   | 15     | 30     | 60     |